# Elektrisch treinstel

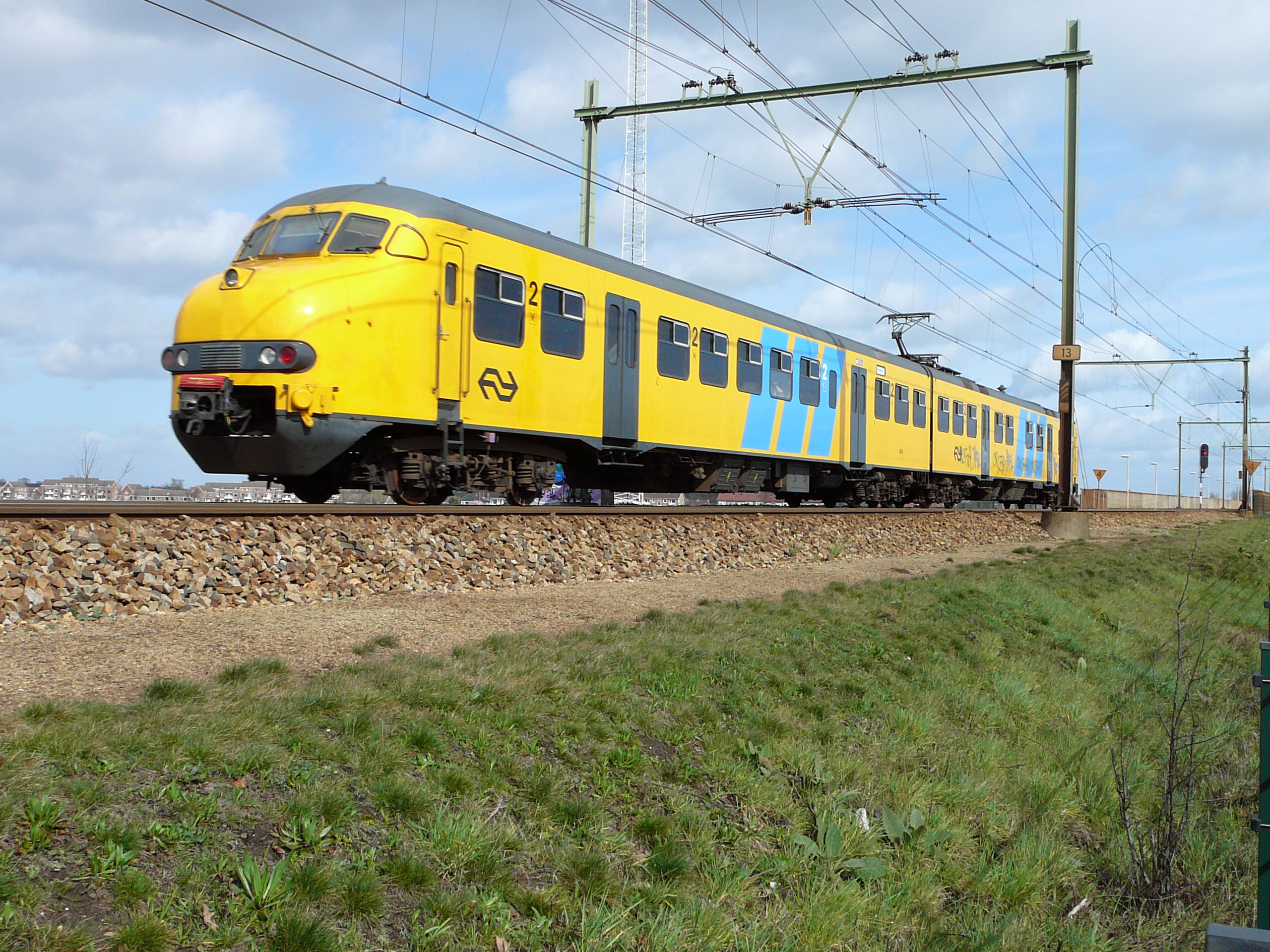
Elektrisch tweewagenstel van de Nederlandse Spoorwegen.

Schematische weergave van het onderscheid tussen een getrokken elektrische trein (boven) en een elektrisch treinstel (onder).

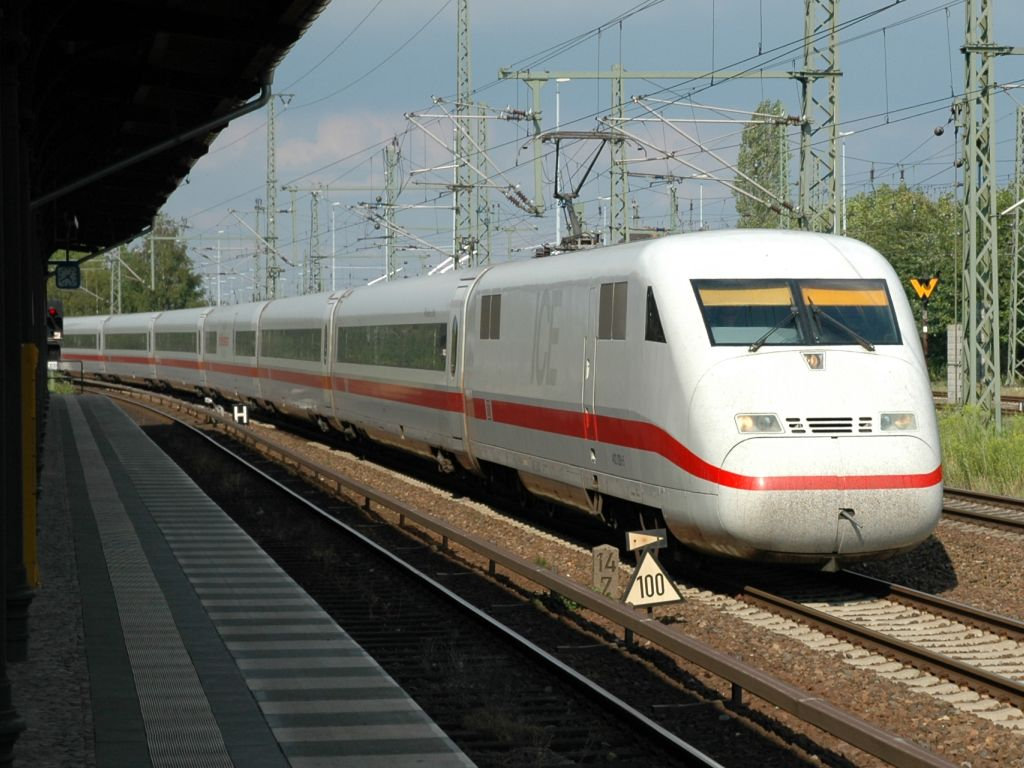
Een Duits ICE-2-treinstel. Hierbij fungeert het voorste rijtuig als motorrijtuig en stuurstandrijtuig.

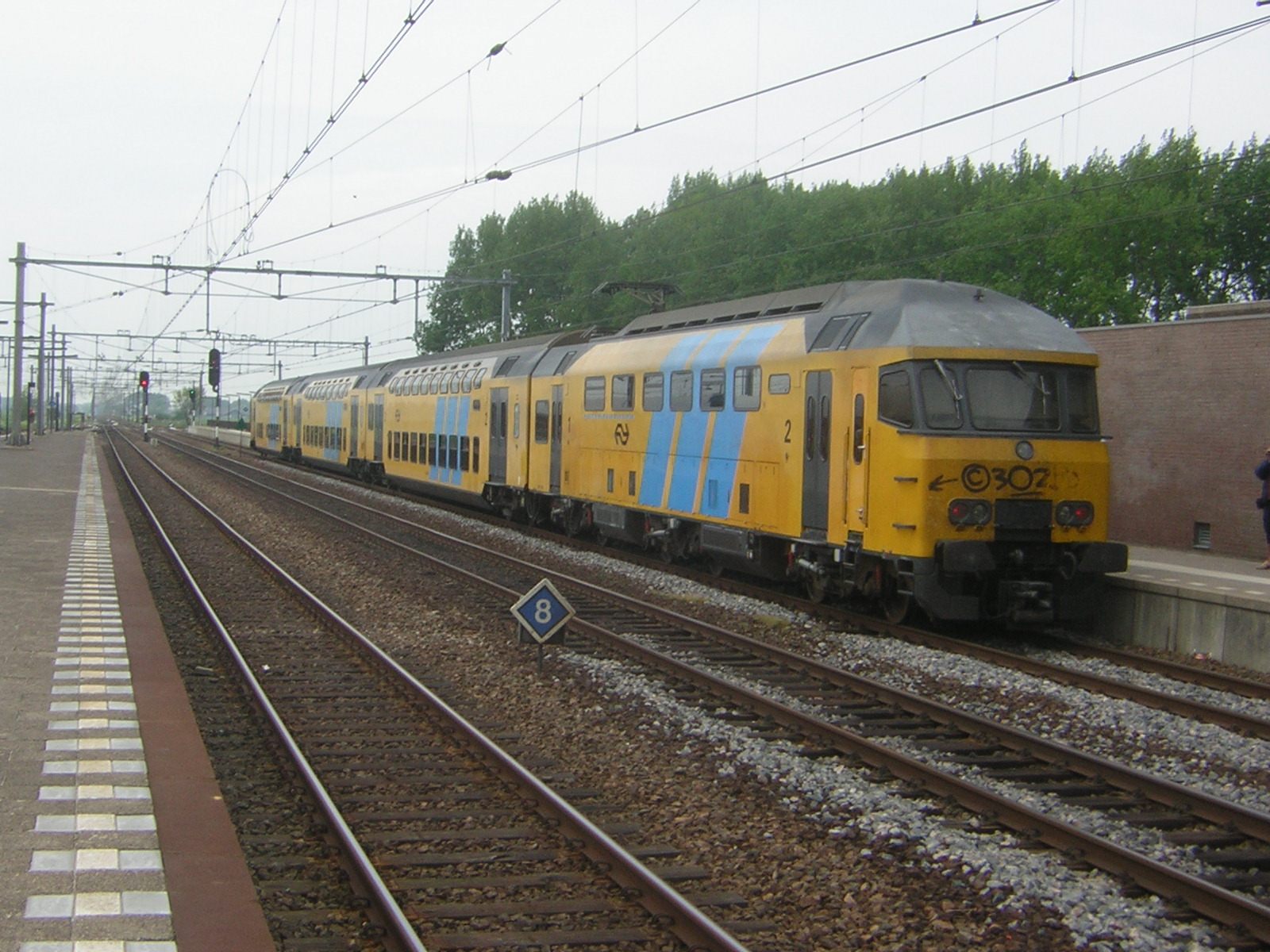
Een DD-AR. Het achterste rijtuig is een motorrijtuig. De benedenverdieping wordt volledig in beslag genomen door de tractie-installatie. Bij de rijtuigen zijn daar zitplaatsen.

Een elektrisch treinstel is een trein bestaande uit een vaste eenheid van meerdere rijtuigen die wordt aangedreven door elektromotoren en van stroom wordt voorzien door een bovenleiding of derde rail.

## Soorten
Een elektrisch treinstel bestaat uit verschillende rijtuigen (in het jargon bakken genoemd), die in types zijn onder te verdelen met verschillende functies. De belangrijkste functies zijn:
- Motorrijtuig: Een rijtuig dat beschikt over aangedreven assen.
- Stuurstandrijtuig: Een rijtuig dat beschikt over een stuurstand, een cabine waarvandaan de machinist de trein kan besturen. De stuurstand kan ook krachtbronnen uit andere rijtuigen aansturen.
- 'Gewone' rijtuigen, die geen aandrijving hebben en geen stuurstand.

Uiteraard kunnen de functies van motorrijtuig en stuurstandrijtuig gecombineerd worden.
In de aanduiding op de rijtuigen van treinstellen in Nederland komt de functie vaak terug: naast de aanduidingen A en B voor respectievelijk eerste- en tweedeklasrijtuigen geeft de letter 'k' een stuurstandrijtuig aan ('kop') en de letter 'm' een motorrijtuig. Met 'mABk' duidt men dan een motorrijtuig met stuurstand aan, met een eerste- en een tweedeklasafdeling.

## Voordelen
Verschillende railvervoerders prefereren treinstellen boven door locomotieven getrokken treinen. Treinstellen hebben voordelen ten opzichte van treinen met een locomotief.
- Elektrische treinstellen hebben doorgaans aan beide uiteinden stuurstanden zitten. Hierdoor is de overgang op een andere richting (kopmaken en keren) eenvoudig. Locs moeten eerst ontkoppelen, naar de andere kant rijden en weer aankoppelen ('omlopen'). Dit probleem kan worden ondervangen door gebruik te maken van een trek-duwtrein.
- Treinstellen zijn makkelijker te koppelen. Bijna alle elektrische treinstellen hebben een automatische scharfenbergkoppeling. Hierdoor zijn elektrische treinstellen makkelijk te koppelen en weer te ontkoppelen. Stuurstanden zijn zo ontworpen dat men meerdere elektrische treinstellen in één trein met hun krachtbronnen kan besturen (treinschakeling). Locs kunnen dit vaak niet en hebben bovendien vaak een ander koppelsysteem, dat moeilijker (ont)koppelbaar is.

## Elektrische treinstellen in Nederland
Onderstaande typen elektrische treinstellen worden (eind 2016) in Nederland ingezet in de reguliere reizigersdienst:
- Dubbeldeksinterregiomaterieel (VIRM)
- Nieuwe Intercity Dubbeldekker (NID, voorheen DD-AR)
- Stadsgewestelijk Materieel (SGM/SGMm)
- Sprinter Lighttrain (SLT)
- Intercitymaterieel (ICM/ICMm)
- Protos
- Spurt
- Velios
- Flirt

## Elektrische treinstellen in België
- Klassiek motorstel vanaf 1939
- MS08 (Desiro ML)
- MS75
- MS80
- MS86 Bijnaam Duikbril
- MS96 Met rubberneuzen

## Fotogalerij van elektrische treinstellen

Elektrische treinstellen
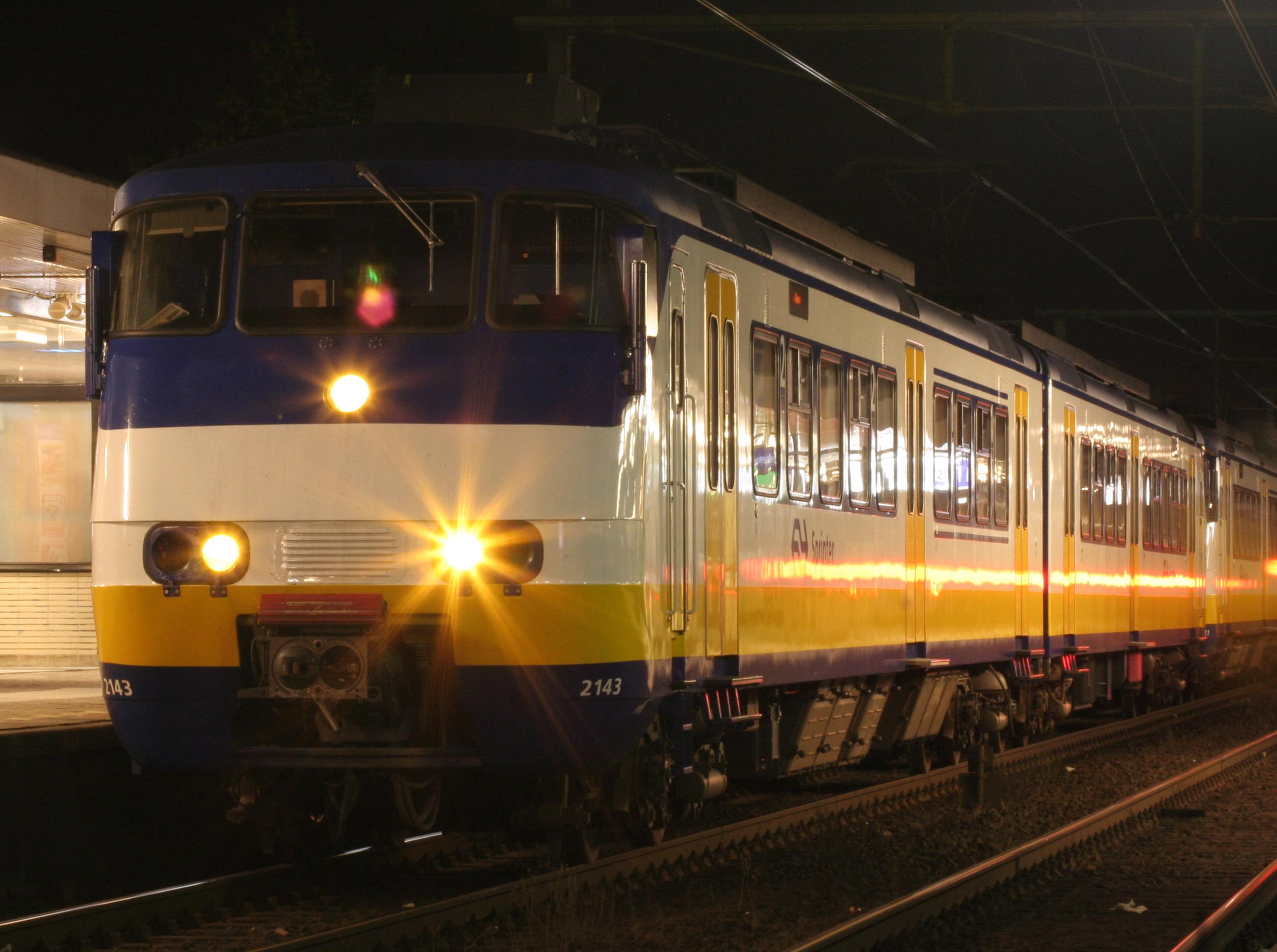
Een SGMm van de Nederlandse Spoorwegen
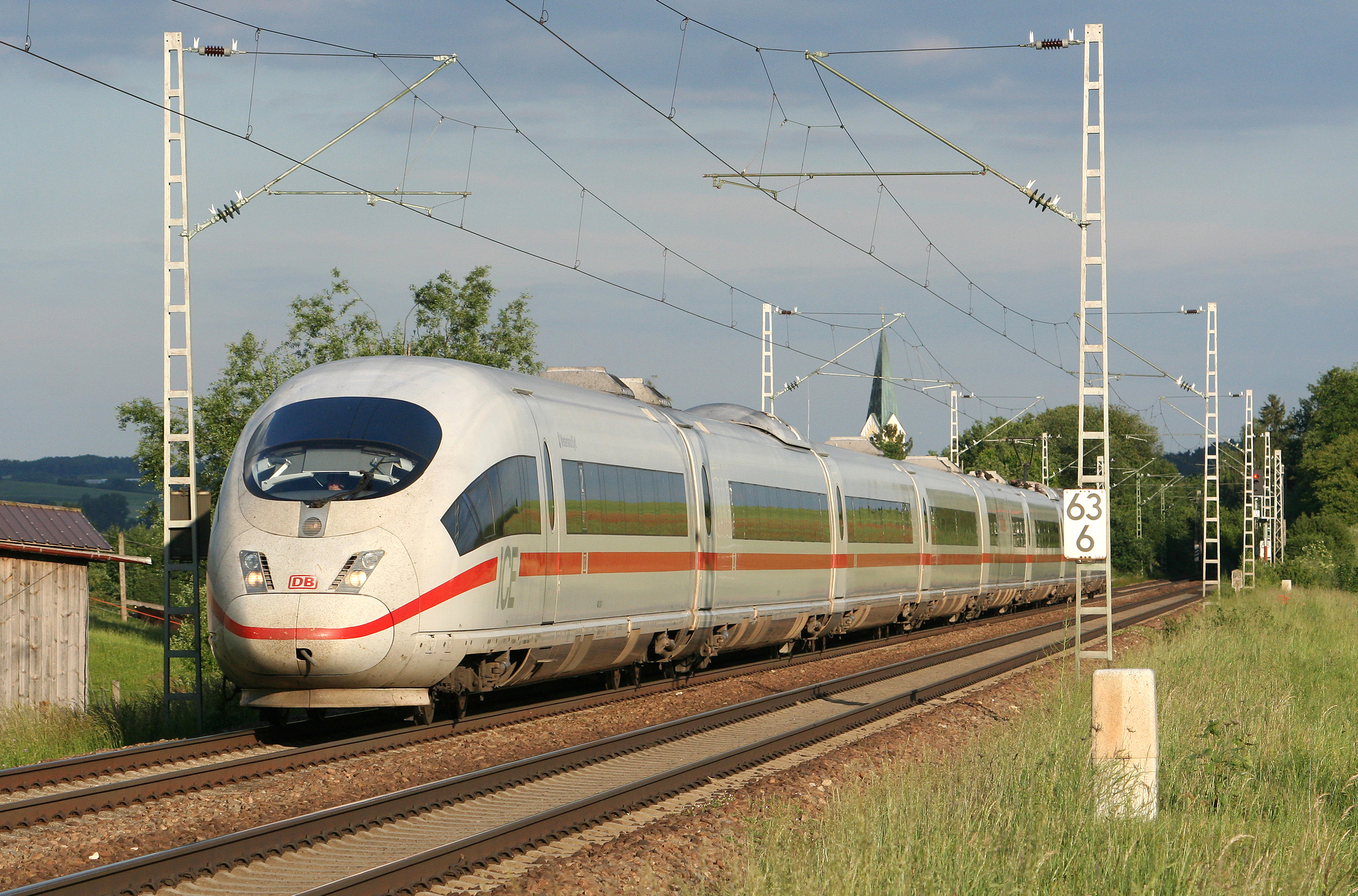
Een ICE van de Deutsche Bahn
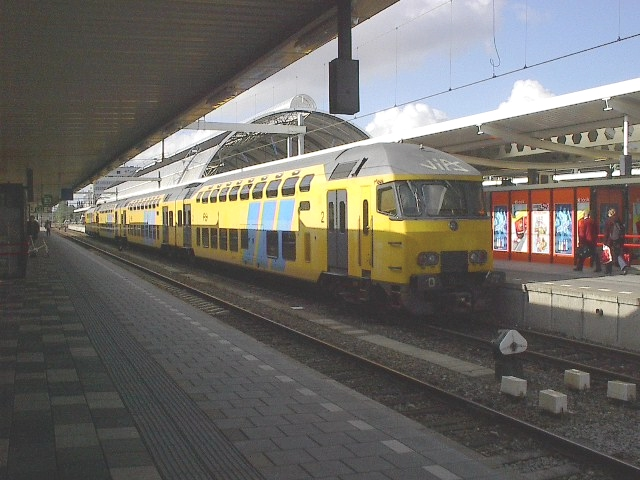
Een DD-AR van de Nederlandse Spoorwegen
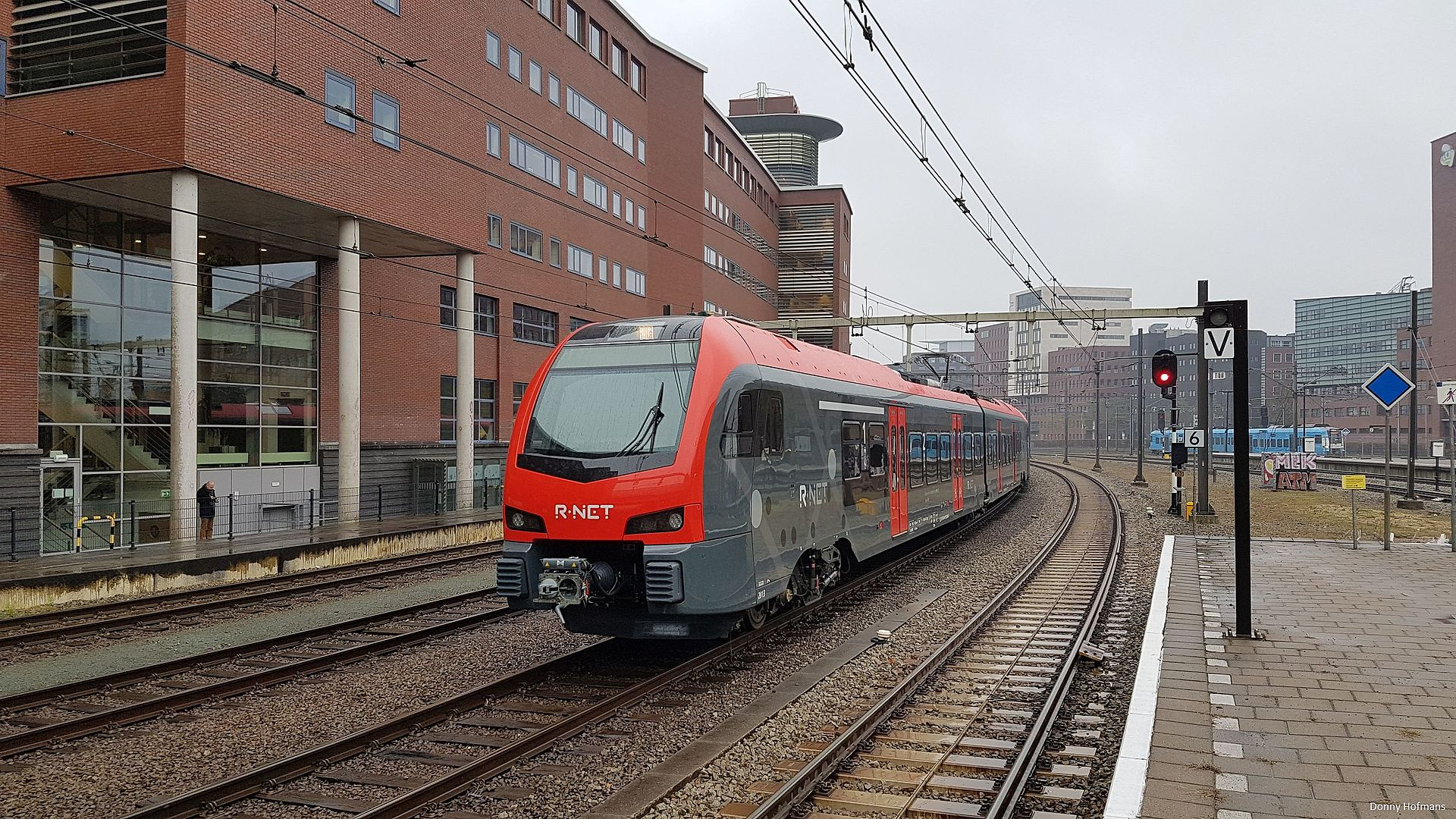
Een R-Net flirt van NS